# Liplje (Chorwacja)
Liplje – wieś w Chorwacji, w żupanii primorsko-gorskiej, w mieście Vrbovsko. W 2011 roku liczyła 62 mieszkańców.